# Meizhou Wan
Meizhou Wan är en vik i Kina. Den ligger i provinsen Fujian, i den sydöstra delen av landet, omkring 110 kilometer söder om provinshuvudstaden Fuzhou.
Genomsnittlig årsnederbörd är 1 650 millimeter. Den regnigaste månaden är augusti, med i genomsnitt 282 mm nederbörd, och den torraste är oktober, med 33 mm nederbörd.